# 瑪麗斯維爾 (印地安納州)
瑪麗斯維爾（英語：Marysville）是位於美國印地安納州克拉克縣的一個非建制地區。該地的面積和人口皆未知。

## 地理
瑪麗斯維爾的座標為38°35′08″N 85°38′37″W / 38.58556°N 85.64361°W，而該地的平均海拔高度為217米（即712英尺）。